# Италија на Европском првенству у атлетици у дворани 1970.
Италија је учествовала на 1. Европском првенству у дворани 1970 одржаном у Бечу, Аустрија, 14. и 15. марта. У првом учешћу на европским првенствима у дворани репрезентацију Италије представљало је седам спортиста  (4 м и 3 ж) који су се такмичили у исто толико дисциплина.
На овом првенству спортисти  Италије нису освојили ниједну медаљу. У табели успешности према броју и пласману такмичара који су учествовали у финалним такмичењима (првих 8 такмичара) Италија је са једним учесником у финалу односно једдним седмим местом и 2 бода делила 20 место са Данском и Чехословачком од 23 земље које су имале представнике у финалу.
| Плас. | Земља   | 1. место | 2. место | 3. место | 4. место | 5. место | 6. место | 7. место | 8. место | Бр. финал. - Бод. |
| ----- | ------- | -------- | -------- | -------- | -------- | -------- | -------- | -------- | -------- | ----------------- |
| =20.  | Италија | −        | −        | −        | −        | −        | −        | 1−7      | −        | 1-2               |

## Учесници
| Бр. | Дисциплина   | Мушкарци       | Жене              | Укупно |
| --- | ------------ | -------------- | ----------------- | ------ |
| 1.  | 60 м         | Клаудио Челди  | Чечилија Молинари | 2      |
| 2.  | 400 м        |                | Доната Говони     | 1      |
| 3.  | 3.000 м      | Умберто Ризи   |                   | 1      |
| 4.  | 60 м препоне | Серђо Лијани   |                   | 1      |
| 5.  | скок удаљ    | Карло Ариги    | Маријела Бауча    | 2      |
| 6.  | Троскок      | Ђуѕепе Ђентиле |                   | 1      |
|     | Укупно (6)   | 5              | 3                 | 8      |

## Резултати

### Мушкарци
| Атлетичар      | Дисциплина   | Лични рекорд | Квалификације | Квалификације | Полуфинале           | Полуфинале           | Финале               | Финале    | Детаљи |
| Атлетичар      | Дисциплина   | Лични рекорд | Резултат      | Место         | Резултат             | Место                | Резултат             | Место     | Детаљи |
| -------------- | ------------ | ------------ | ------------- | ------------- | -------------------- | -------------------- | -------------------- | --------- | ------ |
| Клаудио Челди  | 60 м         |              | 7,0           | 6. у гр. 3    | Није се квалификовао | Није се квалификовао | Није се квалификовао | =15. / 16 |        |
| Умберто Ризи   | 3.000 метара |              | 8:17,0        | 5. у гр, 2    |                      |                      | Није се квалификовао | 11. / 13  |        |
| Серђо Лијани   | 60 м препоне |              | 8,92          | 5. у гр. 2    | Није се квалификовао | Није се квалификовао | Није се квалификовао | 14. / 16  |        |
| Карло Ариги    | Скок удаљ    |              |               |               |                      |                      | 7,45                 | 12. / 19  |        |
| Ђуѕепе Ђентиле | Троскок      |              |               |               |                      |                      | 7,45                 | 12. / 19  |        |

### Жене
| Атлетичарка       | Дисциплина | Лични рекорд | Квалификације | Квалификације  | Полуфинале | Полуфинале | Финале                | Финале   | Детаљи |
| Атлетичарка       | Дисциплина | Лични рекорд | Резултат      | Место          | Резултат   | Место      | Резултат              | Место    | Детаљи |
| ----------------- | ---------- | ------------ | ------------- | -------------- | ---------- | ---------- | --------------------- | -------- | ------ |
| Чечилија Молинари | 60 м       |              | 7,7           | 4. у гр 3 (КВ) | 7,7        | 5. у пф 2  | Није се квалификовала | 10. / 14 |        |
| Доната Говони     | 400 м      |              | 55,8          | 3. у гр 3      |            |            | Није се квалификовала | 7. / 9   |        |
| Маријела Бауча    | скок удаљ  |              |               |                |            |            | 5,42                  | 17. / 17 |        |